# Герасименко, Николай Фёдорович (медик)
Никола́й Фёдорович Герасиме́нко (род. 1 декабря 1950, село Верх-Суетка, Суетский район, Алтайский край) — российский политик. Депутат Государственной Думы Федерального Собрания Российской Федерации II, III, IV, V, VI, VII созывов с 7 декабря 1995 года.
Член фракции Единая Россия. Хирург, (провёл около 10 тысяч операций). Доктор медицинских наук, профессор. Заслуженный врач Российской Федерации. Академик РАМН (2002; с 2013 — Российской академии наук), член Президиума РАМН. Член Совета Общероссийской общественной организации «Лига здоровья нации».

## Биография
Родился 1 декабря 1950 года в селе Верх-Суетка Суетского района Алтайского края. Отец — Фёдор Афанасьевич Герасименко (род. 1919), госслужащий, мать — Раиса Ивановна Герасименко (род. 1924), учительница. Окончил среднюю школу в 1967 году. Окончил в 1973 году Алтайский медицинский институт, специальность — хирургия. В течение последующих 17 лет был практикующим врачом в Алтайском крае.
С 1973 по 1978 год — хирург, заведующий хирургическим отделением Благовещенской районной больницы, с 1978 года по 1980 год — главный врач районной больницы.
С 1980 по 1983 год совершил несколько сотен вылетов к тяжёлым больным, возглавляя отделение санитарной авиации больницы края.
С 1983 по 1985 год — заместитель главного врача Алтайской краевой клинической больницы (АККБ) по хирургии.
С 1985 по 1990 год — главный хирург Алтайского края.
В 1986 году защитил кандидатскую диссертацию, посвящённую тактике хирурга-консультанта санавиации при желудочных кровотечениях. В 1989 году защитил докторскую диссертацию «Неотложная хирургическая помощь сельским жителям при острых заболеваниях органов брюшной полости в регионах с обширной территорией и малой плотностью населения».
С 1990 по 1995 год — руководитель комитета по здравоохранению администрации Алтайского края.
С 1992 по 1996 год возглавлял межрегиональную ассоциацию «Здравоохранение Сибири», объединившую руководителей органов здравоохранения 19 территорий Западной и Восточной Сибири.
В 1992 году — профессор Алтайского государственного медицинского университета, позже профессор, заведующий кафедрой законодательства здравоохранения Московской медицинской академии имени Сеченова.
Владеет английским языком.

## Работа в ГД РФ
Избран депутатом Государственной Думы в 1995, 1999, 2003, 2007, 2011 и 2016 годах. (депутат II, III, IV, V, VI, VII созывов), представлял Комитет по охране здоровья и спорту Государственной Думы (председатель комитета во 2 и 3 созывах, заместитель — в 4, первый заместитель — в 5 созыве, первый заместитель председателя Комитета ГД по науке и наукоёмким технологиям до 3 июля 2012), с 3 июля 2012 г. первый заместитель председателя Комитета ГД по охране здоровья вместо Татьяны Яковлевой — в 6 созыве), фракция «Единая Россия».
В 1999—2007 годах входил в депутатскую группу «Народный депутат» и члены Народной партии Российской Федерации.
Автор и соавтор 95 законов (включая закона Димы Яковлева), в том числе в области здравоохранения — 36.
Является главным автором закона «Об ограничении курения табака».
Председатель Экспертного совета по борьбе против табака при Комитете ГД по охране здоровья. В государственной Думе VII созыва — член Комитета по охране здоровья.
13 апреля 2018 года стал одним из инициаторов законопроекта № 441399-7 «О мерах воздействия (противодействия) на недружественные действия Соединенных Штатов Америки и (или) иных иностранных государств», в пункте 15 второй статьи которого предлагается ввести запрет или ограничение ввоза на территорию РФ лекарств, произведённых в США или других иностранных государствах. Законопроект подвергся критике со стороны ряда общественных организаций, комитета Совета Федерации по социальной политике и комитета Госдумы по международным делам.
24 октября 2019 года Государственная дума приняла постановление о согласии на снятие неприкосновенности с Герасименко из-за совершенного им административного правонарушения — он стал участником ДТП, когда в его автомобиль на большой скорости въехал мотоциклист.

## Законотворческая деятельность
С 1995 по 2019 год, в течение исполнения полномочий депутата Государственной Думы II, III, IV, V, VI, и VII созывов, выступил соавтором 124 законодательных инициатив и поправок к проектам федеральных законов.

## Научная работа
Автор 320 научных работ, включая 26 книг и монографий по проблемам охраны здоровья населения и создания законодательной базы здравоохранения.

## Награды, премии и звания
Награды России:
- Орден «За заслуги перед Отечеством» IV степени (23 сентября 2011) — за активное участие в законотворческой деятельности и многолетнюю добросовестную работу[12]
- Медаль ордена «За заслуги перед Отечеством» II степени (20 апреля 2006) — за активное участие в законотворческой деятельности и многолетнюю добросовестную работу[13]
- Орден «Почёта» (20 декабря 2000) — за заслуги в области здравоохранения и активную законотворческую деятельность[14]
- Медаль «В память 850-летия Москвы»[1]

Ведомственные награды:
- Отличник здравоохранения РФ[15]

Конфессиональные награды:
- Орден святого мученика Трифона II степени[16] (за борьбу против наркомании).

Звания:
- Доктор медицинских наук[16]
- Заслуженный врач Российской Федерации[16]

Иные награды:
- Почётная грамота Президента Российской Федерации (12 марта 2014) — за достигнутые трудовые успехи, многолетнюю плодотворную работу, активную законотворческую деятельность[17]
- Медаль «За заслуги во имя созидания»[18] (Алтайский край, 2 декабря 2020) — за активную законотворческую деятельность и многолетнюю плодотворную работу на благо Алтайского края
- Золотой почётный знак «Достояние Сибири»[16]
- Благодарственное письмо Президента Российской Федерации (20 декабря 2018 года) — за активное участие в работе по подготовке и проведению выборов Президента Российской Федерации[источник не указан 1322 дня]
- Благодарность Правительства Российской Федерации (20 декабря 2018 года) — за большой вклад в развитие российского парламентаризма и активную законотворческую деятельность[источник не указан 1322 дня]

## Семья
Жена Людмила Ивановна Герасименко (род. 1949), кардиолог. Дочь Ирина Герасименко (род. 1972), специалист по УЗИ-диагностике.
Увлекается в свободное время спортом и туризмом.